# 利古里亚号列车
利古里亚号（法語：Ligure）是曾运营于意大利米兰至法国蔚蓝海岸间一班长途列车所使用的名称，由意大利国家铁路在1957年至2009年间开行。其命名源自列车所途经的意大利大区利古里亚的法语称谓。列车最早以仅搭载一等车厢等级的全欧快车（TEE）投入服务，其后分别于1982年及1987年改为搭载两舱等级的城际列车（IC）及欧城列车（EC）类别；直至2008年命名被移除。

## 全欧快车

利古里亚号在1969年的运行线路图，淡蓝色为加泰人塔尔高号的运行线路

利古里亚号原计划于1957年6月2日、在全欧快车网络正式构建之初便投入运营。然而由于意大利新造的ALn 442-448型柴联车延期交付，这班列车无法如期开行，它被推迟到了1957年8月12日才完成首航。在运营初期，利古里亚号主要提供米兰至马赛间的服务，并经停地中海沿岸的部分城市，例如热那亚、摩纳哥和尼斯等旅游度假胜地。它于清晨从米兰发车，午后抵达马赛；反向则在下午离开马赛，于深夜抵达米兰。其中米兰至马赛南行需时7小时05分，平均速度为77.5公里/小时；马赛至米兰北行需时7小时15分，平均速度为75.7公里/小时。这是在1957年开始设立的全欧快车班次中运行速度最慢的。尽管如此，利古里亚号在米兰－马赛间的运行时间仍比全欧快车开行以前的12小时左右缩短了40%以上的时间。ALn 442-448型柴联车自投入使用以来吸引了越来越多的乘客，因此从1966年起，意大利国家铁路开始在编组中加挂一组ALe 840型电联车，以应对日益增多的乘客数量。
自1969年起，利古里亚号的运行线路进一步向西延伸至阿维尼翁，这是为了方便利古里亚号能与另一班新开行的加泰人塔尔高号列车实现接驳，提供米兰至巴塞罗那间的全欧快车换乘服务。双向运行的加泰人塔尔高号在阿维尼翁的停靠时间都安排在利古里亚号自米兰抵达后和往米兰发车之前。截至1975年9月28日，这两班全欧快车的接驳时间都在下午3点左右。同时，利古里亚号的编组再次发生变化，其中在米兰至尼斯区间使用两组ALn 442-448型柴联车重联运行。
以下为利古里亚号在1971年的冬季时刻表（当时法国及摩纳哥使用欧洲中部时间，意大利使用欧洲东部时间，摩纳哥至文蒂米利亚区间的实际运行时间为17分钟）：
| TEE47/48次 | TEE47/48次 | 停靠站     | TEE45/46次 | TEE45/46次 |
| 里程       | 时刻       | 停靠站     | 时刻       | 里程       |
| ---------- | ---------- | ---------- | ---------- | ---------- |
| 0          | 15:30      | 阿维尼翁   | 14:47      | 683        |
| 121        | 16:38      | 马赛       | 13:34      | 562        |
| 188        | 17:16      | 土伦       | 12:52      | 495        |
| 282        | 18:08      | 圣拉斐尔   | 12:02      | 401        |
| 315        | 18:30      | 戛纳       | 11:41      | 368        |
| 326        | 18:39      | 昂蒂布     | 11:32      | 357        |
| 346        | 18:55      | 尼斯       | 11:19      | 337        |
| 362        | 19:12      | 摩纳哥     | 11:05      | 321        |
| 381        | 20:30      | 文蒂米利亚 | 11:45      | 302        |
| 397        | 20:48      | 圣雷莫     | 11:33      | 286        |
| 420        | 21:10      | 因佩里亚   | 11:12      | 263        |
| 489        | 22:05      | 萨沃纳     | 10:09      | 194        |
| 532        | 22:42      | 热那亚     | 09:32      | 151        |
| 683        | 00:20      | 米兰       | 07:55      | 0          |

1972年10月1日，意大利国家铁路将利古里亚号所使用的ALn 442-448型柴联车更换为机车牵引的客车车厢编组。这是由于此款在1960年代投入运营的柴联车没有配备空调设施，至1970年代已不再满足全欧快车的要求。同时，列车于法国境内的运行时间缩短了20分钟，以确保能在阿维尼翁预留充足的时间接驳加泰人塔尔高号。而其于意大利境内的运行时间则没有太大的变动。
1973年，意大利在米兰及文蒂米利亚间开行了本土运行的全欧快车库克诺斯号，它是作为利古里亚号的“镜像”班次运行（即到发时刻相反，早上由文蒂米利亚发车，傍晚由米兰发车），直至利古里亚号在1978年转变为城际列车类别。
1977年1月5日，法国境内发生山体滑坡，造成摩纳哥－尼斯间的铁路服务中断，利古里亚号被缩短至米兰至文蒂米利亚区间运行。法国国家铁路则在阿维尼翁至尼斯间开行临时列车，乘客需要换乘巴士通过尼斯－摩纳哥段来到文蒂米利亚接驳利古里亚号。但如果临时列车晚点，则无法确保赶上在文蒂米利亚的接驳服务。直至同年5月22日，这个区间才实现正常化运行。

## 城际/欧城列车

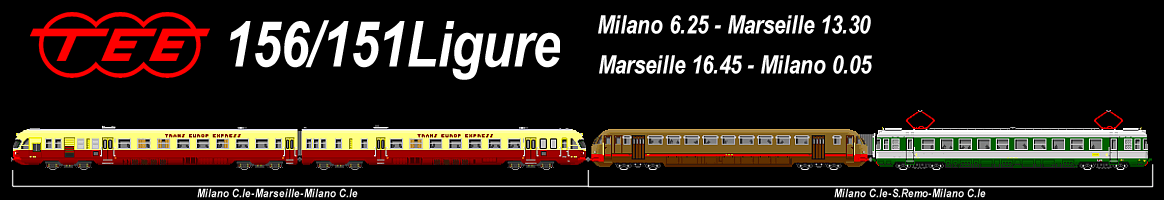
全欧快车利古里亚号编组：使用全欧快车涂装的Aln 442-448型（左）及ALe 840型（右）

至1980年，利古里亚号作为仅搭载一等车厢等级的全欧快车，其上座率开始持续低迷。基于这个原因，列车在1982年5月22日脱离了全欧快车类别，并在编组中加入二等车厢，就此转化为城际列车类别。同时，其线路也被缩短为米兰－马赛间运行，沿途设有16个停站点。自1992年9月27日起，其运行区间又进一步缩短为米兰－尼斯。
由于无法满足欧城列车的标准，利古里亚号在1987年欧城列车网络建立后仍然维持城际列车类别。直至2004年12月12日的时刻表更替，它才最终被纳入欧城列车类别。利古里亚号也连同连接米兰至尼斯间的另外两班欧城列车（滨海之花号及圣雷莫号）服务被统称为“里维埃拉列车”（Treni Riviera）。
2008年5月，往返于米兰至尼斯间的列车班次被削减，圣雷莫号及滨海之花号相继停运。利古里亚号成为两地间唯一的直通列车服务。但这班列车在同年夏天更名为圣雷莫号，利古里亚号的名称从此不复存在。此后，至2009年12月13日，米兰至尼斯间的欧城列车服务也宣告全面停运，相关列车的运行区间被缩短为米兰－文蒂米利亚。

## 机车车辆

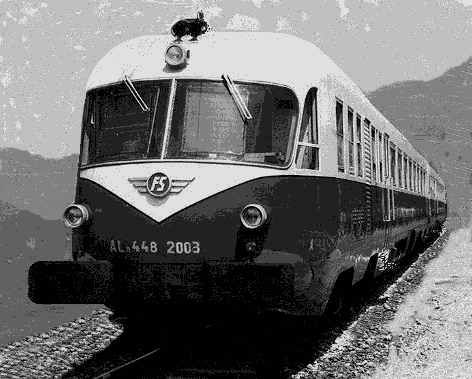
ALn 442-448型柴联车

利古里亚号在开行初期使用意大利国家铁路的ALn 442-448型柴联车运营，采取2节（可增加至4节）一等车厢的编组形式。在客流高峰期，列车还会编组中加挂一组ALe 840型电联车重联运行。
1972年10月1日起，利古里亚号改为使用意大利国家铁路的全欧快车专用车厢。其编组包括2节隔间座车、1节开放座车、1节餐车和1节行李车；另有两节隔间座车仅在米兰至文蒂米利亚区间加挂。在牵引机车方面，米兰－文蒂米利亚区间（电压制式为3000千伏直流电）使用意大利国家铁路的E.444型电力机车担当本务机；文蒂米利亚－马赛区间（电压制式为25千伏50赫兹交流电）于1978年以前使用法国国家铁路的BB 25500型电力机车、1978年后使用BB 22200型电力机车担当；马赛－阿维尼翁区间（电压制式为1500伏直流电）则主要使用CC 6500型电力机车担当。
1982年后，利古里亚号开始使用意大利国家铁路的一等及二等城际列车车厢。在1982年的夏季时刻表中，列车的编组由3节一等车、5节二等车和1节餐车（原配属国际卧铺车公司）组成。当利古里亚号被纳入欧城列车类别后，其编组采用更新的（IC+）型车厢。

## 脚註
1. ↑  UIC 1972，第20頁.
2. ↑  Hajt 2001，第116頁.
3. ↑  Mertens & Malaspina 2007，第194-196頁.
4. ↑  Mertens & Malaspina 2007，第12-13頁.
5. 1 2  Dell'Amico 2005，第34頁.
6. ↑  Dell'Amico 2005，第36頁.
7. 1 2  Mertens & Malaspina 2007，第199頁.
8. ↑  Werbeamt der DB 1971，第20頁.
9. ↑  Koschinski 2007，第71頁.
10. 1 2  Mertens & Malaspina 2007，第198-199頁.
11. ↑  Mertens & Malaspina 2007，第342-343頁.
12. ↑  Mertens & Malaspina 2007，第220頁.
13. 1 2  Malaspina 2006，第53-54頁.
14. ↑  Cook 2008，第3頁.
15. ↑  Cook 2010，第3頁.
16. 1 2  Mertens & Malaspina 2007，第194頁.
17. ↑  Malaspina 2006，第84-85頁.
18. ↑  Malaspina 2006，第30頁.